# Calyptothecium auriculatum
Calyptothecium auriculatum là một loài Rêu trong họ Pterobryaceae. Loài này được (Dixon) Nog. miêu tả khoa học đầu tiên năm 1980.